# Szczyt NATO w Chicago 2012
Szczyt NATO w Chicago 2012 – 26. szczyt państw członkowskich Sojuszu Północnoatlantyckiego na szczeblu szefów państw i rządów w dniach 20–21 maja 2012, odbywający się w Chicago w Stanach Zjednoczonych.

## Ustalenia szczytu
Podczas szczytu omawiane było 6 głównych tematów. Cztery tematy wynikające z implementacji postanowień szczytu w Lizbonie w 2010, czyli sprawy dotyczące operacji w Afganistanie, relacji NATO z Rosją, obrony antybalistycznej oraz ogólnego przeglądu zdolności obronnej sojuszu. Dwoma nowymi tematami były sytuacja po niepokojach społecznych w państwach arabskich, w tym wojnie domowej w Libii, oraz nowe podejście Sojuszu Północnoatlantyckiego do wspólnej obrony, określane jako Smart Defense.
W trakcie szczytu podjęte zostały kluczowe decyzje dotyczące przyszłego zaangażowania NATO w Afganistanie, mianowicie Międzynarodowe Siły Wsparcia Bezpieczeństwa (ISAF) w połowie 2013 przekażą dowództwu afgańskiemu odpowiedzialność za wszystkie misje bojowe, które uzyska przewodnią rolę w zapewnianiu bezpieczeństwa na wszystkich obszarach kraju. Od tego momentu wojska NATO będą pełniły rolę instruktorów, doradczą i wsparcia. 130 tys. zagranicznych żołnierzy miało wycofać się wraz z końcem 2014, po tej dacie będzie prowadzona dalsza misja szkoleniowa. Podjęto decyzje także co do zdolności obronnej oraz partnerstwa z 13 państwami świata niebędącymi członkami sojuszu.

## Obrona antybalistyczna
Na szczycie potwierdzono zdecydowanie sojuszu w sprawie rozmieszczenia systemu obrony antybalistycznej w Europie. Przywódcy ogłosili wstępne rozmieszczenie w europejskich bazach okrętów AEGIS z morskim system antybalistycznym opartym o pociski SM-3, oraz mobilne radary AN/TPY-2 z dowództwem w bazie Ramstein w Niemczech oraz wolę rozmieszczenia lądowej wersji systemu SM-3 w Rumunii do roku 2015 oraz w Polsce do roku 2018. Sekretarz generalny sojuszu Anders Rasmussen podkreślił też, że NATO musi być zdolne do obrony siebie przed zagrożeniem rakietowym, a rozmieszczenie systemu nie może zostać zablokowane przez Rosję.